# Robert Wenitsch
Robert Wenitsch (* 9. April 1958 in Wien) ist ein österreichischer Landwirt und Politiker (FPÖ/BZÖ). Wenitsch war von 1994 bis 2002 Abgeordneter zum Nationalrat.

## Ausbildung und Beruf
Wenitsch besuchte nach der Volks- und Hauptschule zwischen 1972 und 1973 die Handelsschule und von 1974 bis 1976 die landwirtschaftliche Fachschule in Tulln an der Donau.
Nach der Teilübernahme des elterlichen Hofes 1977 übernahm er den Hof 1990 zur Gänze und ist seitdem selbständiger Landwirt.

## Politik
Wenitsch war ab 1995 Mitglied des Gemeinderates von Weikendorf und ab 1992 Ortsparteiobmann. 1993 wurde er zudem zum Bezirksparteiobmann der FPÖ Gänserndorf gewählt. Wenitsch vertrat die FPÖ zwischen dem 7. November 1994 und dem 19. Dezember 2002 im Nationalrat. Ende 2002 versuchte Wenitsch einen Sonderparteitag der FPÖ Niederösterreich einzuberufen, um die damalige Führungsspitze abzuwählen. Nach der Spaltung der FPÖ wechselte Wenitsch zum BZÖ und kandidierte 2007 als stellvertretender Landesobmann des BZÖ Niederösterreich.

## Auszeichnungen
- 2003: Großes Silbernes Ehrenzeichen für Verdienste um die Republik Österreich[3]